# فرودگاه شهرستان مونرو (آلاباما)
فرودگاه مونرو کانتی (آلاباما) (به انگلیسی: Monroe County Airport (Alabama)) یک فرودگاه همگانی بهره‌برداری هوایی با کد یاتا MVC است که یک باند فرود آسفالت دارد و طول باند آن ۱۸۳۷ متر است. این فرودگاه در شهر مونروویل، آلاباما کشور ایالات متحده آمریکا قرار دارد و در ارتفاع ۱۲۸ متری از سطح دریا واقع شده‌است.